# Danae-Klasse
Danae-Klasse war eine Schiffsklasse Leichter Kreuzer der Royal Navy im Ersten und Zweiten Weltkrieg.
Die acht Schiffe wurden kurz vor und nach dem Ende des Ersten Weltkrieges gebaut. Nur das Typschiff, die HMS Danae, wurde noch rechtzeitig fertig, um 1918 im Ersten Weltkrieg eingesetzt zu werden. Einige der Leichten Kreuzer kämpften im russischen Bürgerkrieg.
Im Zweiten Weltkrieg wurden sie auf fast allen Kriegsschauplätzen der Royal Navy von der Atlantikschlacht bis zum Pazifikkrieg eingesetzt. Zwei Schiffe wurden an die polnische Marine übergeben. Drei Kreuzer gingen während des Krieges verloren. Die restlichen Schiffe wurden nach dem Zweiten Weltkrieg zwischen 1946 und 1948 verschrottet.
Die Schiffsklasse wird auch als D-Klasse bezeichnet, sollte aber nicht mit der D-(Zerstörer-)Klasse verwechselt werden.

## Bau und konstruktive Merkmale
Die acht Schiffe wurden zwischen Dezember 1916 und Oktober 1922 auf sechs Privat-Werften in England und Schottland gebaut. Drei Schiffe kamen 1918 in den Dienst der Royal Navy, zwei weitere 1919. Die letzten drei Schiffe, die 1919 vom Stapel gelaufen waren, wurden an Marinewerften zur Endausrüstung übergeben und in Jahren 1921/1922 fertiggestellt. Vier weitere Bauaufträge für Kreuzer der Danae-Klasse wurden schon kurz nach dem Ende des Ersten Weltkriegs am 26. November 1918 storniert.
Die Kreuzer der neuen Klasse waren eine Weiterentwicklung der vorangegangenen C-Klasse, von der die Royal Navy 36 Kreuzer in verschieden ausgeführten Untergruppen zwischen Dezember 1914 und April 1922 erhielt. Die fünf letzten Kreuzer dieser Klasse wurden zeitgleich mit den Kreuzern der Danae-Klasse fertiggestellt. Die neuere Klasse war mit 143,6 m Länge sechs Meter länger als die Kreuzer der Carlisle-Untergruppe und auch 60 cm breiter. Die Länge wurde für die Aufstellung eines weiteren 6-Zoll-Geschützes auf der Mittschiffslinie benötigt.
Die neuen Kreuzer gehörten mit 29 Knoten (54 km/h) zu den schnellsten ihrer Zeit. Der Antrieb bestand aus zwei Brown-Curtis-Dampfturbinen mit sechs Yarrow-Kesseln, die zusammen 40.000 PS (29,4 MW) auf zwei Schrauben abgaben. Der Brennstoffvorrat betrug 1.060 t, womit die Kreuzer bei 29 Knoten Höchstgeschwindigkeit 1.480 Seemeilen (2741 km) und mit 10 Knoten (18,5 km/h) bis zu 6.700 Seemeilen (12.408 km) weit fahren konnten. Die Kriegsschiffe waren leicht gepanzert. Die Stärke der Panzerung der Seiten und des Kommandodecks betrug 76 mm. Die Tanks und die Munitionskammern waren mit 57 mm Panzerstahl geschützt, das Hauptdeck mit 25 mm.

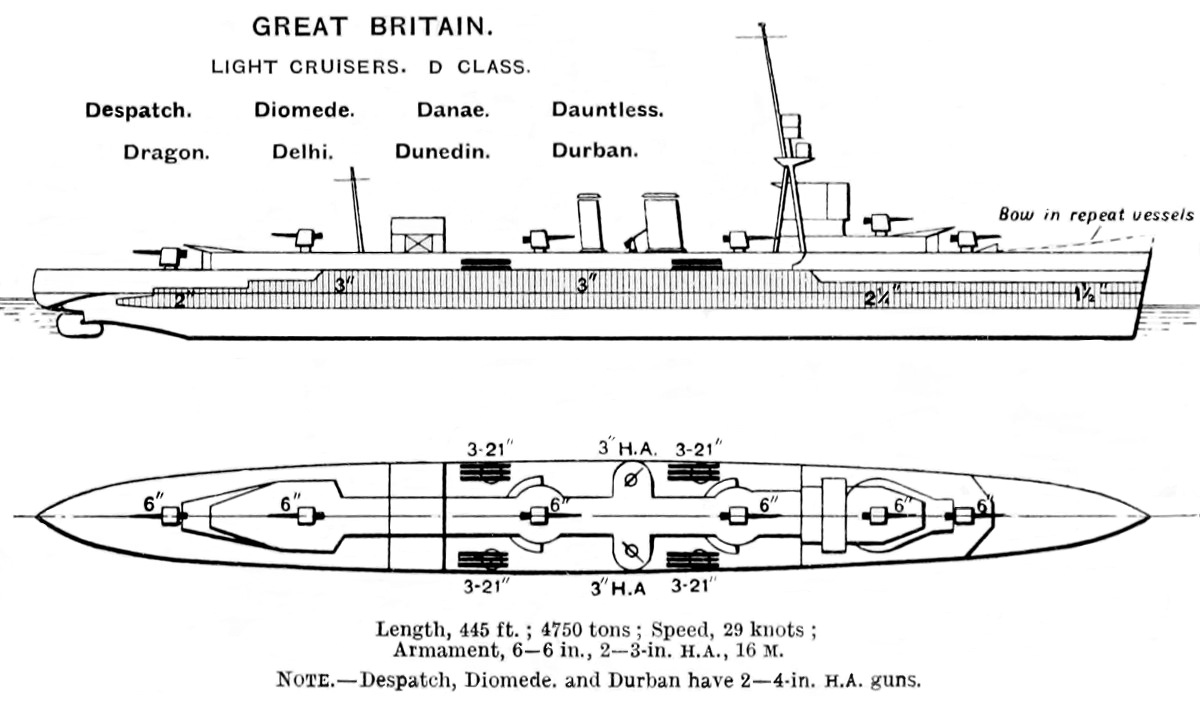
D-Klasse bei Brasseys

Die Bewaffnung bestand anfangs aus sechs 6-Zoll-(152 mm)-Geschütze, die alle auf der Mittschiffslinie angeordnet waren. Zwei Einzelgeschütze waren vor der Brücke übereinander aufgestellt, ebenso die beiden Einzelgeschütze am Heck. Die beiden anderen standen erhöht vor und hinter den beiden Schornsteinen.

Die anfängliche Flugabwehrbewaffnung bestand aus zwei 3-Zoll-(76-mm)-Geschützen, aufgestellt jeweils an den Enden einer quer zum Rumpf stehenden erhöhten Plattform zwischen den Schornsteinen, sowie zwei 2 pdr-(40 mm)-Flak in den seitlichen Enden der Brücke der Kreuzer. Die zuletzt fertiggestellten Diomede und Despatch erhielten schon bei Fertigstellung an Stelle der 3-Zoll-Geschütze zwei 4-Zoll-(102-mm)-Flak, die später auch in den anderen Einheiten die 3-Zoll-Kanonen ersetzten.

Dazu verfügten die Schiffe über vier Drillings-Torpedorohrsätze seitlich der Schornsteine. Die Verstärkung auf Drillingssätze statt der Zwillingsrohre der C-Klasse war eine Konsequenz aus der Skagerrakschlacht. Die zuerst fertiggestellten Kreuzer Danae, und Dragon verfügten schon bei Auslieferung über eine Startplattform für Camel-Jagdmaschinen auf dem Vorschiff, die schon früh wieder abgebaut wurden. Dauntless verfügte nach der Abliefung eine Zeitlang über eine ähnliche Startplattform achtern.
In den Dienstjahren zwischen den Weltkriegen wurden die Kreuzer nur geringfügig modernisiert. In den zwanziger Jahren erfolgte die Beseitigung der Startplattformen. Bordflugzeuge erhielten die Kreuzer nicht. Die schwere Flak wurde bei allen Schiffen auf drei 102-mm-Geschütze standardisiert. Auf Despatch und Dunedin ersetzten kurz vor Beginn des Zweiten Weltkriegs schwere Vickers-Maschinengewehr-Vierlinge die einzelnen 2 pdr-Pom-poms in der Brücke. Eine Umrüstung, die sich im Krieg nicht bewährte.
Die sich seit Beginn der dreißiger Jahre abzeichnende geringe Nutzen der für einen Flottenkrieg in der Nordsee entwickelten Kreuzer der C-Klasse und D-Klasse und der bestehende Wille der Admiralität, vorhandene Einheiten umfassend zu modernisieren (siehe Totalumbauten einiger schwerer Einheiten wie Queen Elizabeth und Renown und vorhandener Zerstörer der V- und W-Klasse) führte hinsichtlich der Kreuzer der C-Klasse schon 1935 zur Umrüstung zweier Schiffe (Coventry und Curlew der Ceres-Gruppe) zu Flugabwehrkreuzern. Der Umbau wurde als erfolgreich eingestuft und die Admiralität entschied sich, auch die elf anderen noch vorhandenen Schiffe der Klasse sowie die acht Kreuzer der Danae-Klasse ähnlich umzubauen. Bis zum Kriegsbeginn lief dieser Plan bei der C-Klasse an.

siehe Cairo.

Im Zweiten Weltkrieg wurde dann die Flugabwehrbewaffnung der Kreuzer verstärkt. Nur die Delhi wurde 1941 bei einer Grundüberholung in New York zu einem Flugabwehrkreuzer mit US-amerikanischen Waffen umgebaut.
Auf den anderen Kreuzern blieb es bei einer Verstärkung vor allem der leichten Flak und der Entfernung der Torpedobewaffnung. Eine weitere wichtige Modernisierungsmaßnahme war die Einführung von Radar in den 1940ern.
Entwicklung der Bewaffnung der HMS Danae
1918
- sechs 152 mm MK. XII Geschütze
- zwei 76,2 mm Mk. II Flugabwehrkanonen
- zwei 40 mm Flugabwehrkanonen
- zwölf 533 mm Torpedorohre

1930
- sechs 152 mm MK. XII Geschütze
- drei 102 mm Mk. V Flugabwehrkanonen
- zwei 40 mm Flugabwehrkanonen
- zwölf 533 mm Torpedorohre

1942
- sechs 152 mm MK. XII Geschütze
- zwei 102 mm Mk. V Flugabwehrkanonen
- sechs 40 mm Flugabwehrkanonen
- zwölf 533 mm Torpedorohre

1943
- fünf 152 mm MK. XII Geschütze
- eine 102 mm Mk. V Flugabwehrkanone
- acht 40 mm Flugabwehrkanonen
- zwölf 20 mm Flugabwehrkanonen
- Wasserbomben

## Schiffe der Klasse
- Danae (D44)[1][2] Danae / Conrad
  - Kiellegung: 1. Dezember 1916
  - Stapellauf: 26. Januar 1918

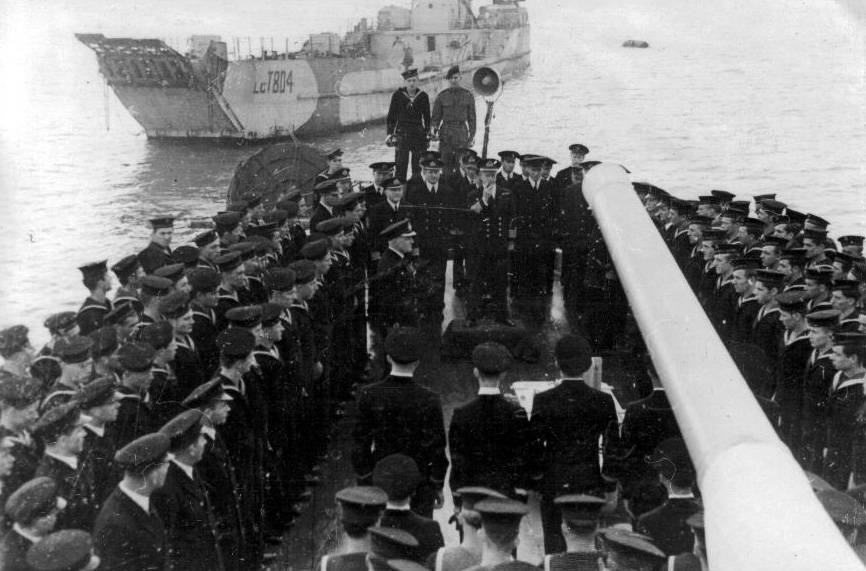
Danae / Conrad

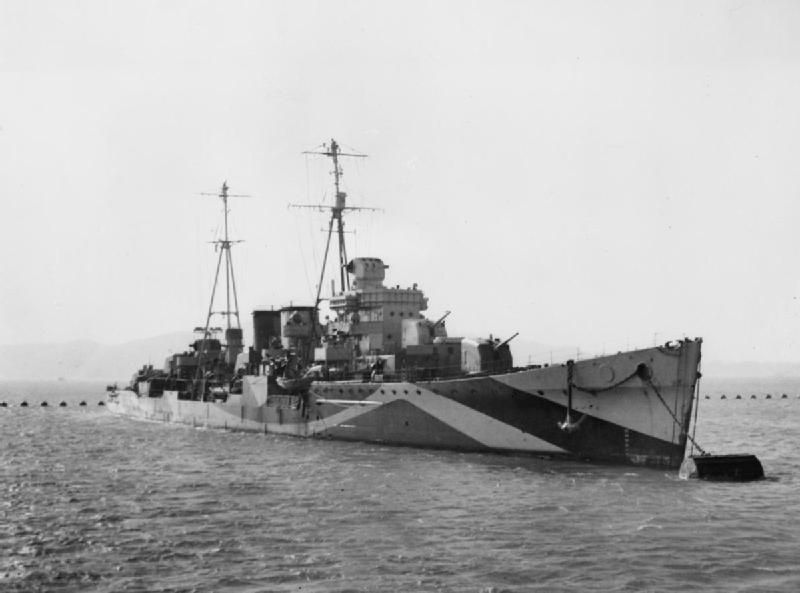
Die zu einem Flugabwehrkreuzer umgebaute Delhi

  - Bauwerft: Sir W.G. Armstrong-Whitworth & Co., Newcastle upon Tyne
  - Indienststellung: 22. Juli 1918
  - Geschichte und Verbleib:
    - Am 4. Oktober 1944 an die polnische Marine übergeben und als ORP Conrad[3][4] in Dienst gestellt.
    - 1946 an die Royal Navy zurückgegeben und 1948 verschrottet.
- Dauntless (D45)[5]
  - Kiellegung: 3. Januar 1917
  - Stapellauf: 10. April 1918
  - Bauwerft: Palmers Shipbuilding and Iron Company, Jarrow-on-Tyne
  - Indienststellung: 26. November 1918
  - Geschichte und Verbleib:
    - 1946 verschrottet.

- Delhi (D47)[6]
  - Kiellegung: 29. Oktober 1917
  - Stapellauf: 23. August 1918
  - Bauwerft: Sir W.G. Armstrong-Whitworth & Co., Newcastle upon Tyne
  - Indienststellung: Juni 1919
  - Geschichte und Verbleib:
    - Am 12. Februar 1945 durch deutsche Sprengboote beschädigt und 1948 verschrottet.
- Despatch (D30)[7]
  - Kiellegung: Juli 1918
  - Stapellauf: 24. September 1919
  - Bauwerft: Fairfield Shipbuilding & Engineering Co., Govan (Schottland)
  - Indienststellung: 2. Juni 1922
  - Geschichte und Verbleib:
    - 1946 verschrottet.
- Diomede (D92)[8]
  - Kiellegung: 3. Juni 1918
  - Stapellauf: 19. April 1919
  - Bauwerft: Vickers Ltd., Barrow-in-Furness
  - Indienststellung: 24. April 1922
  - Geschichte und Verbleib:
    - 1946 verschrottet.
- Dragon (D46)[9] Dragon
  - Kiellegung: 24. Januar 1917
  - Stapellauf: 29. Dezember 1917

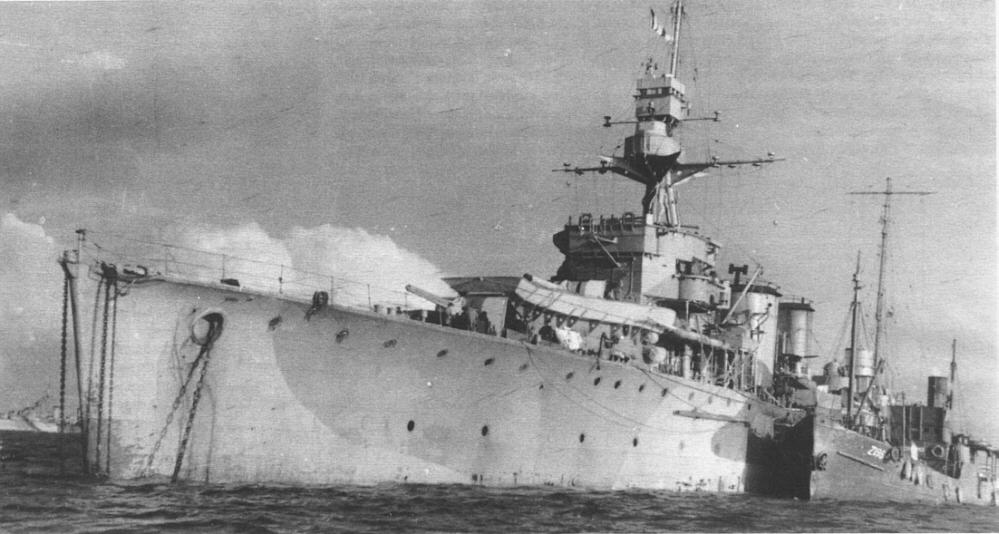
Dragon

  - Bauwerft: Scotts Shipbuilding and Engineering Company, Greenock
  - Indienststellung: 16. August 1918
  - Geschichte und Verbleib:
    - Am 15. Januar 1943 an die polnische Marine übergeben und von ihr in Dienst gestellt.
    - Am 8. Juli 1944 von deutschem Kleinst-U-Boot vom Typ Neger schwer beschädigt und am 20. Juli als Wellenbrecher für einen Mulberry-Hafen selbstversenkt.
- Dunedin (D93)
  - Kiellegung: November 1917
  - Stapellauf: 19. November 1918
  - Bauwerft: Sir W.G. Armstrong-Whitworth & Co., Newcastle upon Tyne
  - Indienststellung: Oktober 1919
  - Geschichte und Verbleib:
    - am 24. November 1941 nordöstlich von Recife (Brasilien) auf der Position 3° 0′ S, 26° 0′ W vom deutschen U-Boot U 124 mit zwei Torpedos versenkt. Von 486 Besatzungsmitgliedern überlebten lediglich 67 Mann den Angriff.
- Durban (D99)[10]
  - Kiellegung: Januar 1918
  - Stapellauf: 29. Mai 1919
  - Bauwerft: Scotts Shipbuilding & Engineering Co., Greenock
  - Indienststellung: 1. November 1919
  - Geschichte und Verbleib:
    - Am 9. Juni 1944 als künstliches Riff selbstversenkt. Das Wrack liegt auf der Position 49° 20′ 44″ N, 0° 16′ 8″ W in 11 m Tiefe.

## Erläuterungen
1. ↑  HMS ist die Abkürzung für His/Her Majesty’s Ship und der Namenspräfix britischer Schiffe. HMS bedeutet Seiner/Ihrer Majestät Schiff.
2. ↑  Danae bezieht sich auf Danaë, Geliebte des Zeus und Mutter des Perseus, aus der griechischen Mythologie.
3. ↑  ORP ist die Abkürzung für Okręt Rzeczypospolitej Polskiej und der Namenspräfix polnischer Schiffe. ORP bedeutet Kriegsschiff der Republik Polen.
4. ↑  Conrad geht auf den polnischstämmigen englischen Schriftsteller Joseph Conrad zurück.
5. ↑  Dauntless bedeutet furchtlos.
6. ↑  Delhi bezieht sich auf die Stadt Delhi im damaligen Britisch-Indien.
7. ↑  Despatch bedeutet Versand oder Erledigung. Im Kontext bedeutet es entweder jemanden erledigen, also töten oder etwas erledigen, also dienstbereit sein.
8. ↑  Diomede war nach Homer die Mätresse des Achilleus.
9. ↑  Dragon bedeutet „Drache“.
10. ↑  Durban ist eine Stadt in Südafrika.